# Nutmutter
Die Nutmutter ist ein Maschinenelement zur axialen Sicherung von Welle-Nabe-Verbindungen, z. B. eines Zahnrades auf einer Welle. Die Nutmuttern haben einen verhältnismäßig großen Innendurchmesser und werden auf Wellen geschraubt, um axialen Druck auf Naben auszuüben. Zweck dieses Drucks liegt meistens allerdings nur darin, die Nabe zu fixieren, nicht in der direkten Erzeugung einer kraftschlüssigen Verbindung. Die Ausnahme bildet hierbei die Vorspannung von Wälzlagern mit gelagerten Wellen.
Üblicherweise wird die Nutmutter in Kombination mit einem Sicherungsblech nach DIN 5406 verwendet, das ein selbstständiges Lösen der Nutmutter verhindert. Nutmuttern werden in der Regel mit Feingewinde hergestellt. Zum Spannen und Lösen ist ein passender Hakenschlüssel oder Nutmutternschlüssel notwendig.
DIN 981 unterscheidet verschiedene Bauformen von Nutmuttern. Die Standardausführung mit metrischem ISO-Gewinde wird als KM bezeichnet, eine Variante mit dünnerem Rand als KML. Nutmuttern mit Trapezgewinde erhalten die Bezeichnung HM, bei verstärkten Ausführungen wird hierbei an das Kurzzeichen ein T angehängt.

## Normen
- DIN 981
- DIN 1804
- DIN 70852
- DIN 11851 Nutmutter (Lebensmittelindustrie) (DN 10 - DN 150)